# Jofre Bardagí Grima
Jofre Bardagí Grima   (Barcelona, 21 d'agost de 1978) és un músic català, fill de Josep Maria Bardagí i Freixas.
Va començar la seva carrera artística formant part de Glaucs l'any 1994, grup que va editar un total de cinc discs (tres d'estudi i dos en directe) durant els deu anys que gairebé va durar la formació. Després de la dissolució de Glaucs, ha seguit vinculat al món de la música. L'any 2004 va formar Nut amb exmembres del grup, que de moment ha editat un sol disc 14 melodies bailables y una que no. El 2014 es va materialitzar el retorn de Glaucs amb el disc Hem conegut la nit.
Bardagí també ha treballat al costat de Beth, Josep Thió (Sopa de Cabra), Joaquín Sabina o Serrat. També va compondre l'himne dels Special Olympics l'any 2003, i la cançó "Jugarem a estimar-nos" que va representar Andorra, i va dur el català per primer cop a Eurovisió. Ha treballat per a teatre en diferents cançons al Tricicle, i va compondre i produir el tema Aquelles nits de Nadal, cançó col·lectiva que ha servit per promocionar el disc Altres cançons de Nadal 3. És també l'autor del tema principal de la sèrie Porca misèria de TV3, i el 2006 va ocupar-se de la direcció musical de la banda de la la Marató.
En una entrevista a La Vanguardia de 2007 va dir que li feia por i fàstic veure banderes independentistes als seus concerts, la qual cosa va generar malestar en una part dels seus seguidors, de manera que al cap de pocs dies va haver de matisar les seves paraules i demanar disculpes a qui s'hagués sentit ofès. Tanmateix, després va manifestar que votaria a favor de la independència en la consulta sobre la independència de Catalunya de 2014.
El 2010 va presentar la seva cançó Porto el Barça dins el meu cor, interpretada per ell i d'altres cantants. El 2012 va participar en una festa de retrobament de Glaucs i el 2014 van treure un nou disc.

## Discografia en solitari
Jo faig cançons (2006)
És el primer disc d'estudi en solitari de Jofre Bardagí, al marge dels grups Glaucs i Nut. El disc, autoproduït pel mateix Bardagí, fou enregistrat durant l'any 2006 principalment a la seva residència de Begur, tot i que parts del disc també es van gravar en estudis diversos de Barcelona. El disc compta amb la col·laboració d'antics membres de Glaucs, de Lax'n'Busto o Sidonie. Fou guardonat amb el Premi Enderrock a la millor cançó i la millor lletra (pel tema Jo faig cançons) i el Premi al Millor Disc Català de l'Any, atorgat per Ràdio 4.
Música en blanc i negre (2010)
Fou publicat el dia 6 de maig de 2010 per part de la discogràfica Música Global. Es tracta d'un treball molt personal, que poc té a veure amb l'obra anterior de Bardagí. D'acord amb la nota de premsa promocional del disc, aquest és un treball que sorprèn, allunyant-se totalment de complexes o limitacions comercials. Els textos de les cançons i els arranjaments musicals fan de Música en blanc i negre un disc gens convencional. Fou produït per Jofre Bardagí i Dani Ferrer i compta amb la col·laboració de músics com DJ Gato, Xavi Molero i Àngel Valentí entre d'altres.
Hamburg (2019)
El disc fou editat per Música Global l'agost del 2019 i en ell, Bardagí hi inclou dues peces amb música del seu pare. Aquestes dues peces, dedicades respectivament a la seva filla i al seu pare, conviuen amb altres cançons, com Ignasi, que parla de l'humorista Ignatius Farray.